# Élections municipales comoriennes de 2025
Les élections municipales comoriennes de 2025 ont lieu le 16 février 2025 aux Comores afin de renouveler les conseillers des municipalités du pays. Le scrutin est initialement prévu en même temps que le second tour des législatives, cependant ce denier n'est pas organisé du fait que tous les sièges sont remportés au premier tour.